# Slag bij Lechaeum
De Slag bij Lechaeum was een slag tussen een Atheens en een Spartaans leger bij de haven van Korinthe in 391 voor Christus. In de slag haalde de Atheense generaal Iphikrates voordeel uit het feit dat een Spartaans hoplietenregiment bij Korinthe aan het marcheren was op een open vlakte zonder bescherming van speerwerpers of boogschutters. Hij besloot om het in een hinderlaag te leggen met zijn leger bestaande uit speerwerpers of peltasten. Door telkens aan te vallen en zich daarna terug te trekken, konden ze de Spartanen vermoeien en hen uiteindelijk op de vlucht jagen. In de daaropvolgende slachtpartij doodden ze bijna de helft van het Spartaanse leger. Dit markeerde een van de eerste keren in Griekse militaire geschiedenis waarop een leger van peltasten een leger van hoplieten had verslagen.

## Achtergrond
In 392 v.Chr. brak er een burgeroorlog uit in Korinthe, waarin een groep pro-Spartaanse oligarchen verslagen werd en verbannen werd door anti-Spartaanse democraten. Deze bannelingen werkten samen met de Spartanen in de regio om later de haven van Korinthe bij de Korinthische Golf, Lechaeum, te veroveren. Toen dreven ze verschillende aanvallen op de haven terug die door de democraten van Korinthe en hun Thebaanse en Argivische bondgenoten waren gelanceerd. Zo behielden ze de haven.
Toen zonden de Atheners een leger om het garnizoen in Korinthe te helpen, met Iphicrates aan het hoofd van de peltasten. De Spartanen en de bannelingen plunderden ondertussen Korinthisch gebied vanuit Lechaeum, en in 391 v.Chr. leidde koning Agesilaüs II een groot Spartaans leger naar het gebied en viel een aantal versterkingen aan, waarvan hij er vele kon veroveren. De Atheners en hun bondgenoten hielden zich ondertussen op in Korinthe, maar vonden uiteindelijk een mogelijkheid om de Spartanen aan te vallen.

## De slag
Terwijl Agesilaüs in het Korinthische grondgebied was met het grootste deel van zijn leger, liet hij een tamelijk groot deel achter in Lechaeum om de haven te bewaken. Een deel van dit leger te Lechaeum waren mannen van de stad Amyclae, die traditioneel terugkeerden naar huis voor een zeker religieus festival terwijl ze op veldtocht waren. Toen dit festival eraankwam, marcheerde de Spartaanse commandant in Lechaeum uit de haven met een leger van hoplieten en cavalerie om hen te escorteren. Nadat ze Korinthe veilig hadden voorbijgegaan, beval de commandant de hoplieten om terug te keren naar Lechaeum, terwijl de cavalerie bij de mannen uit Amyclae bleef. Hoewel hij met zijn leger bij de muren van Korinthe zou marcheren, verwachtte hij geen problemen, want hij geloofde dat de mannen in de stad bang van hem waren en niet naar buiten wilden komen.

Lechaeum was Korinthes zeehaven bij de Korinthische Golf.

De Atheense commandanten in Korinthe, Iphicrates, die de peltasten leidde, en Callias, die de hoplieten leidde, zagen dat er een volledig Spartaans regiment of mora van 600 man aan het marcheren was langs de stad. Ze waren onbeschermd door peltasten noch cavalerie, en besloten om hun voordeel te halen uit dit feit. Daarom gingen de Atheense hoplieten een klein stukje buiten Korinthe, terwijl de peltasten de Spartanen achtervolgden, en ze gooiden werpsperen naar de Spartaanse hoplieten.
Om dit te stoppen beval de Spartaanse commandant enkele van zijn mannen om de Atheners aan te vallen, maar de peltasten trokken zich terug, want ze konden gemakkelijk sneller lopen dan de hoplieten, en toen de Spartanen terugkeerden naar hun regiment, vielen ze hen weer aan, speren gooiend naar de Spartanen en zo zware verliezen teweegbrengend. Dit werd vele keren herhaald, met telkens hetzelfde resultaat. Zelfs toen er een groep Spartaanse cavaleristen aankwam nam de Spartaanse commandant een vreemde beslissing door hen bij de hoplieten te laten blijven rijden, in plaats van een charge uit te voeren op de peltasten. Omdat ze de peltasten niet konden verdrijven en verliezen bleven lijden, werden de Spartanen teruggedreven op een heuveltop. De mannen in Lechaeum, die zagen dat de Spartanen in moeilijkheden waren, zeilden uit in kleine bootjes naar de dichtstbijzijnde plaats bij de heuvel, ongeveer 1 km ervan verwijderd. De Atheners brachten ondertussen hun hoplieten op het strijdtoneel, en de Spartanen, die dit zagen gebeuren sloegen op de vlucht om bij de boten te geraken, maar ze werden achtervolgd door de peltasten. Tijdens het gevecht en de achtervolging werden 250 van de 600 man in het regiment gedood.

## Gevolgen
Het nieuws van de Spartaanse nederlaag was een tegenslag voor Agesilaüs, die kort hierna terugkeerde naar Sparta. In de maanden na Agesilaüs' vertrek heroverde Iphicrates veel veroveringen van de Spartanen bij Korinthe. Hij lanceerde ook vele succesvolle aanvallen tegen de Spartaanse bondgenoten in de regio. Hoewel de Spartanen en hun oligarchische bondgenoten Lechaeum behielden tot het einde van de oorlog, stopten ze hun operaties bij Korinthe, en er werden geen grote gevechten meer gevochten in de regio.